# Revò
Revò (IPA: /reˈvɔ/], Rvòu o Ruòu in noneso) è stato un comune italiano di 1 267 abitanti della provincia autonoma di Trento in Trentino-Alto Adige. Dal 1º gennaio 2020 è frazione del comune di Novella, a seguito della fusione con i comuni di Brez, Cagnò, Cloz e Romallo.

## Geografia fisica
Si trova in Val di Non ed è affacciato sul Lago di Santa Giustina. Chiamato balcone d'Anaunia data la vista sul territorio circostante di cui gode, il paese è riconoscibile da lontano per via dei suoi due campanili: quello della chiesa di S. Stefano (ex chiesa pievana), il più alto, inizialmente una torre di osservazione romanica, a cui venne aggiunta la cella campanaria nel '500, e quello della chiesa dedicata alla Beata Vergine Maria del Monte Carmelo, risalente al XVIII secolo, dal tetto a cuspide ottagonale.
L'abitato possiede alcuni edifici residenziali del Cinquecento e del Seicento in buone condizioni di mantenimento.

## Storia

### Simboli
Stemma
Lo stemma di Revò era stato approvato con deliberazione della Giunta provinciale di Trento n. 3630 del 14 aprile 1988.
Gonfalone
Il gonfalone era stato approvato con D.G.P. del 27 luglio 1992, n. 9987.

## Monumenti e luoghi d'interesse

### Architetture civili
Casa Campia è un edificio storico sito nel cuore del paese. Si tratta di un imponente ed elegante esempio di architettura del tardo Rinascimento d'oltralpe. Dopo essere stato edificato e abitato per secoli dalla nobile famiglia De Maffei, è divenuto proprietà del comune di Revò, che lo ha acquistato.

### Architetture religiose
- Chiesa parrocchiale di Santo Stefano
- Chiesa della Madonna del Carmine

## Società

### Evoluzione demografica
Abitanti censiti

### Ripartizione linguistica
Nel censimento del 2001, 297 abitanti del comune si sono dichiarati "ladini".

## Cultura
Sin dal periodo asburgico è stata mantenuta una forte tradizione musicale nel paese. Si hanno notizie della presenza del coro parrocchiale fin dall'Ottocento. Il Corpo Bandistico Terza Sponda, con sede a Revò, è stato fondato nel 1923 e raccoglie membri anche dai comuni circostanti. È presente anche un coro folcloristico, il Coro Maddalene, esistente dal 1951, rifondato nel 1969.

## Geografia antropica
Durante l'amministrazione tirolese esistevano i tre comuni di Revò, Cagnò e Romallo. Nel 1928 questi ultimi vennero soppressi rendendoli frazioni di Revò. Nel 1950, dopo la caduta del fascismo, i comuni di Cagnò (Censimento 1936: pop. res. 406) e Romallo (Censimento 1936: pop. res. 638) vennero ripristinati.

## Economia
L'economia di Revò è basata sulla coltivazione di mele, prevalentemente del tipo Golden Delicious. Sul lago è presente qualche vigneto. A Revò esisteva la produzione di un vino prodotto con un vitigno particolare denominato Groppello, la cui coltivazione fu abbandonata per far posto alla produzione delle mele, che rendevano economicamente di più. Da qualche anno si sta ridiffondendo la produzione di tale vino, grazie al reimpianto di vigneti di Groppello. La presenza di tale vitigno autoctono trova riscontro nella documentazione d'archivio già a partire dal Seicento.

## Infrastrutture e trasporti
Revò è posto sulla strada statale 42, che collega i passi del Tonale e della Mendola. Le linee delle autocorriere però non seguono completamente la statale da Revò a Malé e collegano il paese con Cles, dove è presente una stazione ferroviaria della Trentino trasporti, da dove è stata costruita una nuova strada per Malé, meno tortuosa. Da Revò, inoltre si diparte una strada per la Val d'Ultimo che collega il paese con Lauregno, Proves e Merano e una strada che attraversa il torrente Novella, arrivando fino a Dambel e Casez.

## Amministrazione
| Periodo        | Periodo          | Primo cittadino | Partito      | Carica  | Note   |
| -------------- | ---------------- | --------------- | ------------ | ------- | ------ |
| 17 maggio 2010 | 10 maggio 2015   | Yvette Maccani  | Lista civica | Sindaca | [ 18 ] |
| 11 maggio 2015 | 31 dicembre 2019 | Yvette Maccani  | Lista civica | Sindaca |        |

## Galleria d'immagini

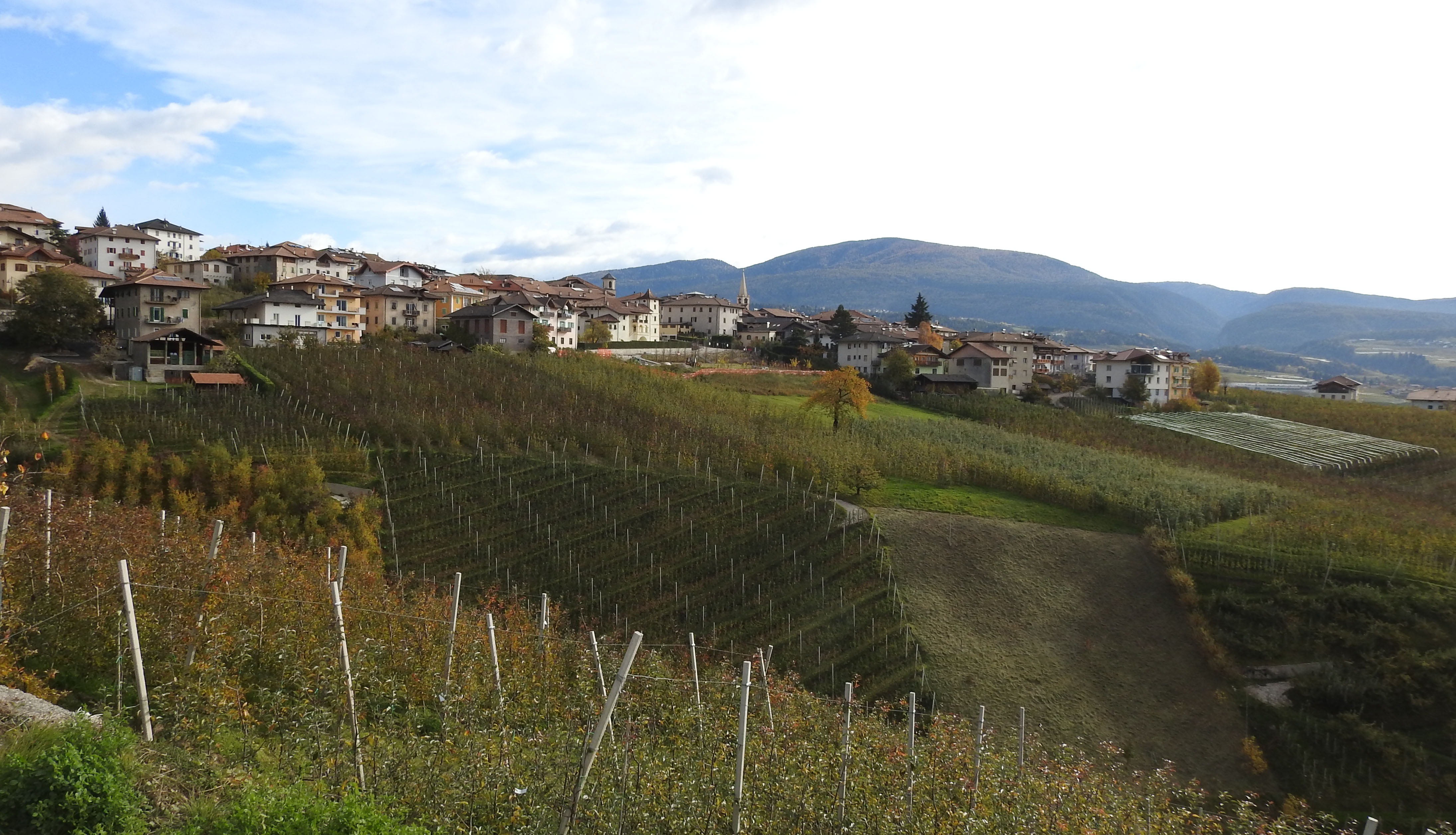
Revò da ovest
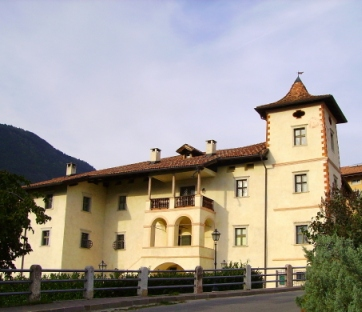
Casa Campia a Revò